# Ringling Bros. and Barnum & Bailey Circus
Ringling Bros. and Barnum & Bailey Circus (Цирк братьев Ринглинг, Барнума и Бейли) — американский цирк, первоначально основанный Финеасом Барнумом под названием англ. The Greatest Show on Earth (Величайшее шоу на Земле).

## История
К началу 1882 года в труппе цирка Барнума и Бейли было занято 370 артистов. В цирковом зверинце содержались 20 слонов, 338 лошадей, 14 верблюдов, множество зебр, львов, леопардов, гиен и крупных змей.
После смерти Барнума цирк был продан братьям Ринглинг 8 июля 1907 года за 400 тыс. долларов.
Под названием Ringling Bros. and Barnum & Bailey Circus выступал до 21 мая 2017 года, когда был закрыт, проработав 146 лет. Причиной были названы высокие финансовые затраты.
В 2022 году цирк был реактивирован с планами на тур в 2023 году, но уже без животных.